# Kel-Tec SUB-2000
SUB-2000 — американський самозарядний карабін виробництва компанії Kel-Tec.

## Історія
SUB-2000 розроблений засновником Kel-Tec, шведсько-американським конструктором Джорджем Келлгреном.
18 березня 2022 року представники Kel-Tec повідомили, що у зв'язку з російським вторгненням в Україну відправлять партію з 400 SUB-2000 загальною вартістю 200 тисяч доларів США на об'єкт під управлінням НАТО для майбутньої передачі силам територіальної оборони ЗСУ.

## Характеристики
Ствольна коробка виготовлена з ударостійкого армованого скла Zytel. На передньому торці знаходиться шарнірний блок, який утримує ствол та цілик. Цей блок надійно фіксується поворотною спусковою скобою. Ствольна коробка жорстко кріпиться кількома бойовими упорами. Нижня частина ствольної коробки утворює пістолетну рукоятку, що також містить різні магазини в залежності від варіанту. У ствольній коробці також знаходиться ударно-спусковий механізм. Ствол з артилерійської сталі 4130 має пружний комір, який забезпечує точну фіксацію ствольної коробки та полімерної цівки, а також повністю регульовану мушку. У цівці також передбачена можливість розміщення акумуляторів та/або інших невеликих пристроїв. Трубчаста сталева ложа містить затвор і закінчується полімерним прикладом. Важкий сталевий затвор, що складається з двох частин, утримує ударник, екстрактор і має рукоятку управління внизу. Невипадаюча напрямна зворотна пружина з буфером приводять у дію затвор. Ударно-спусковий механізм — типовий одинарної дії. Він має примусовий роз'єднувач, запобіжник з болтом, який блокує шептало і відключає спускову скобу. Екстрактор із загартованої сталі є внутрішнім.

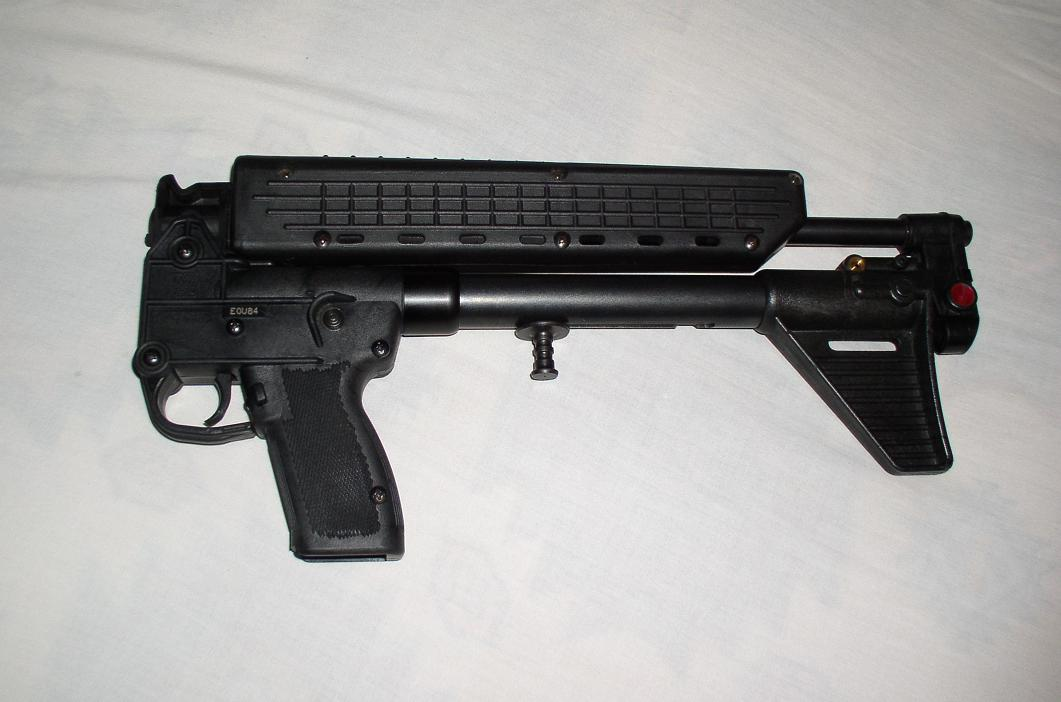
Розкладений карабін.

Базова конструкція SUB-2000 для зберігання складається на половину своєї загальної довжини в розкладеному вигляді. Складання здійснюється шляхом опускання спускової скоби та повороту ствола назад через верхню частину гвинтівки. Клямка в прикладі кріпиться до корпусу мушки, а в складеному положенні карабін можна заблокувати ключем для додаткової безпеки. У складеному стані не можна стріляти.
SUB-2000 використовує магазини від різних відомих самозарядних пістолетів під набої 9×19 мм Парабелум або .40 S&W.
| 9×19mm: - Glock 17 - Glock 19 - Smith & Wesson Model 59 - Beretta 92 - SIG Sauer P226 | .40 S&W: - Glock 22 - Glock 23 - Smith & Wesson Model 4006 - Beretta 96 - SIG Sauer P226 |